# Fleet Intelligence Center
Fleet Intelligence Center (FIC, pol. Centrum Wywiadu Floty) – Dowództwo Wywiadu Marynarki Wojennej Stanów Zjednoczonych, z siedzibą na lądzie, dostarczające wszechstronnych danych wywiadowczych flotom prowadzącym działania na pełnym morzu.
Pierwszy tego rodzaju ośrodek – Centrum Wywiadu na Obszar Pacyfiku (Intelligence Center Pacific Ocean Area – ICPOA), powstał w lipcu 1942 roku przy siedzibie admirała Chestera W. Nimitza. Był on głównodowodzącym Floty Pacyfiku i głównodowodzącym Obszaru Pacyfiku, któremu podlegały wszystkie siły powietrzne lądowe i morskie po 160 stopień długości geograficznej wschodniej.
ICPOA podlegało dowództwu Marynarki Wojennej. W jego skład wchodzili jednak również oficerowie łącznikowi innych rodzajów sił zbrojnych. W chwili sformowania personel ICPOA składał się z 17 oficerów i podoficerów oraz 29 szeregowych. Pierwszym jego dowódcą został komandor Joseph Rochefort, szef stacji kryptoanalitycznej Marynarki Wojennej w Pearl Harbor. We wrześniu 1942 roku jego miejsce zajął kmdr. Roscoe Hillenkoetter, późniejszy Dyrektor Centrali Wywiadu, a także szef Centralnej Agencji Wywiadowczej.
Gmach US Navy w Pearl Harbor nie był w stanie pomieścić personelu szybko rozrastającego się Centrum, które wkrótce przeniesione zostało do znacznie obszerniejszych budynków na obrzeżach Makalapa Crater, obok potężnego kompleksu zabudowań kwatery głównej Nimitza. W celu dostosowania ICPOA do potrzeb coraz liczniejszych sił podlegających Nimitzowi i skali prowadzonych przez nie działań 7 września 1943 roku Centrum poddano reorganizacji, zmieniając zarazem jego nazwę na Połączone Centrum Wywiadu Obszaru Pacyfiku (Joint Intelligence Center Pacific Ocean Area – JICPOA). Na jego czele stanął generał brygady Joseph Twitty, specjalista w dziedzinie kartografii, były oficer łącznikowy Armii Stanów Zjednoczonych w ICPOA. Centrum rozrastało się systematycznie. W styczniu 1945 roku pracowało w nim 500 oficerów oraz 800 szeregowych. W tym samym miesiącu, kiedy Nimitz założył wysunięte stanowisko dowodzenia na wyspie Guam JICPOA przeniosło tam swoje biuro. W osiem miesięcy później w chwili zakończenia działań wojennych, personel Centrum liczył 1800 na samych Hawajach, oraz kilkuset rozsianych po licznych wyspach Pacyfiku i okrętach flagowych US Navy.
Działania JICPOA, obejmowały pełny zakres czynności wywiadowczych, we wszystkich ich fazach – od analizy danych rozpoznania fotograficznego, po prace kartograficzne – analizę i raportowanie danych wywiadowczych, nasłuch radiowy, przetwarzanie materiałów – Magic i Ultry, przesłuchania jeńców wojennych itp.
Każdego miesiąca JICPOA dostarczało ok. 2 milionów stron maszynopisu materiału wywiadowczego i ponad 150 tysięcy zdjęć wykorzystywane przez wszystkie rodzaje amerykańskich sił zbrojnych na Oceanie Spokojnym. Po II wojnie światowej pozostające w służbie czynnej siły morskie USA utrzymywały niewielki sztab wywiadowczy, który w razie potrzeby zwracał się o pomoc do specjalistów z Biura Wywiadu Marynarki Wojennej (Office of Naval Intelligence – ONI) w Waszyngtonie.
Pierwsze powojenne Centrum Wywiadu Floty (FIC) założono w bazie lotnictwa US Navy w Port Lyautey (dziś Kenitra) w Maroku. Nosiło nazwę Centrum Wywiadu Floty na Obszar Wschodniego Atlantyku i Morza Śródziemnego (Fleet Intelligence Center Eastern Atlanitc and Mediterranean – FICEAM) i pracowało tam dla potrzeb Kwatery Głównej US Navy dla tego obszaru z siedzibą w Londynie, oraz flot amerykańskich operujących w jego obrębie. Do zadań FICEAM należało również dostarczanie jednostkom służby czynnej wyspecjalizowanego personelu wywiadowczego, uczestniczącego w przygotowaniu planowanych operacji sił morskich, takich jak desant amerykańskiej piechoty morskiej w Libanie w 1958 roku. W 1960 roku nazwa FIC została zmieniona na FICEUR (Fleet Intelligence Center Europe) Centrum Wywiadu Floty na Obszar Europy. Kiedy w 1964 roku Maroko nie przedłużyło Stanom Zjednoczonym prawa dzierżawy baz na swoim terytorium, siedzibę Centrum przeniesiono do Jacksonville na Florydzie. W 1970 roku personel FICEUR składał się z 52 oficerów Marynarki Wojennej i Piechoty Morskiej, 115 szeregowych i 9 pracowników cywilnych.
W 1955 roku na zasadach FIC zaczęło działać biuro wywiadu Floty Atlantyckiej z siedzibą w Norfolk w stanie Wirginia. Jego oficjalna nazwa od 1961 roku to Centrum Wywiadu na Obszar Atlantyku (Atlantic Intelligence Center – LANTINTCEN) Nazwę Centrum Wywiadu Floty na Obszar Atlantyku (Fleet Intelligence Center Atlantic – FICLANT) nadano dopiero w 1968 roku. Niezależnie jednak od nazwy geograficzny zakres działania Centrum powiększał się szybko, obejmując ostatecznie cały ocean Atlantycki, Morze Karaibskie i Ocean Indyjski. Dane wywiadowcze dostarczane siłom morskim Stanów Zjednoczonych, odegrały pierwszorzędną rolę w przygotowaniu do nieudanej inwazji w Zatoce Świń na Kubie, oraz w czasie Kubańskiego Kryzysu Rakietowego.
W 1970 roku personel Centrum (FICLANT) liczył 53 oficerów Marynarki Wojennej (US Navy) i Korpusu Piechoty Morskiej (USMC) 128 szeregowców i 27 pracowników cywilnych. Obydwa Centra wywiadu US Navy na Wybrzeżu Wschodnim – FICEUR i FICLANT, połączono w 1974 roku, tworząc Centrum Wywiadu Floty na Obszar Euro-Atlantycki (Fleet Intelligence Center Europe-Atlantic – FICEURLANT).
Centrum Wywiadu Floty Pacyfiku (FICPAC), z siedzibą na wyspie Ford w Pearl Harbor na Hawajach, powstało w 1955 roku. Na początku lat 60. XX w. w związku z kryzysową sytuacją w Azji Południowo-Wschodniej Centrum wyspecjalizowało się w rozpoznaniu fotograficznym tego rejonu oraz w wydawaniu tzw. broszurek forteli i dróg ucieczki dla zestrzelonych pilotów.
W sierpniu 1964 roku założono wysuniętą placówkę FICPAC w Cubi Point na Filipinach, co umożliwiło Centrum szybka analizę fotograficznego materiału wywiadowczego dla potrzeb samolotów bombowych startujących z lotniskowców amerykańskich. FICPAC był głównym źródłem informacji wywiadowczych dla sił Marynarki Wojennej i Korpusu Piechoty Morskiej, prowadzących działania wojenne w Wietnamie, i na jego wodach przybrzeżnych. W 1970 roku w okresie szczytowego rozwoju FICPAC – jego personel liczył 75 oficerów USN i USMC 214 szeregowych i 25 pracowników cywilnych (w 1991 roku personel największego Centrum Wywiadu Floty FICEURLANT – składał się z 500 osób w służbie stałej oraz pewnej liczby rezerwistów skierowanych tam tymczasowo).
W latach 80. dał się zauważyć znaczny wzrost roli i zakresu kompetencji naczelnych dowódców połączonych rodzajów sił zbrojnych, kierujących działaniami wojennymi USA na podległych im obszarach. Konsekwencją tego właśnie kierunku ewolucji systemów dowodzenia było rozwiązanie w 1991 roku FICEURLANT i FICPAC. Ich funkcję przejęły połączone centra wywiadów, podlegające sztabom dowódców naczelnych.